# Питарова река
Питаровата река (на гръцки: Βαθύλακκος, Ватилакос) е река в Егейска Македония, Гърция.

## Описание
Реката извира от Одре източно от Нестиме (Ностимо) и западно от Братмир и тече на север-североизток в дълбок пролом със стръмни склонове. В землището на Шкрапари (Аспронери) проломът се разширява, склоновете му стават по-полегати и дъното му постепенно се снишава. При Шкрапари реката прави почти обратен завой и започва да тече на юг-югоизток като отново влиза в пролом, от който излиза при Бела църква. След няколко завоя при Песяк (Амудара) реката излиза в долината на Бистрица (Алиакмонас), в която с влива като десен приток срещу Лагор под името Рекуска, или Рекурка (Ρεκούρκα) прекръстена на Ксерия (Ξεριά).
Бреговете на реката са обрасли първочално с кестенови, а по-надолу с дъбови и лескови гори.

## Притоци
→ ляв приток, ← десен приток
- ← Зямба (Зьомба)
- ← Сурка